# 津田正俊
津田 正俊（つだ まさとし、? - 慶安3年4月30日（1650年5月30日））は、阿波徳島藩の中老、寺社奉行。

## 生涯
加賀前田家の津田正勝（別名：義忠、斯波義銀の子）の弟で、正勝に子がなかったため世継ぎとされた。その後、正勝に実子が出来て家督を譲った。正俊は浪人した後、備前池田家で500石で召し抱えられ、のち千石へ加増された。
伊賀上野の仇討で有名な渡辺数馬の舅であり、仇討の際に正俊の息子2人は九州で数馬の仇・河合又五郎を探索し、正俊は京都で隠棲した。数馬が義兄に当たる荒木又右衛門の助太刀を得て伊賀上野で仇討が成就した。又右衛門死後の寛永17年（1640年）、正俊は津田大膳正俊として、阿波蜂須賀家に千石で召し抱えられた。
墓所は丈六寺（徳島県）。戒名は心相院殿洞雲道仙居士。
第2代・津田監物義勝が弟に200石を分与し、八百石で明治維新後の廃藩置県まで続き、代々中老職と寺社奉行、江戸在番、鉄砲組頭などを歴任した。